# IHI回転機械エンジニアリング
株式会社IHI回転機械エンジニアリング（アイ・エイチ・アイ かいてんきかいエンジニアリング）は、IHIグループのひとつ。

## 概要
汎用コンプレッサー、船舶及び自動車用過給機、船舶用デッキクレーンの油圧モーター、ジェットエンジン用コンプレッサー翼の製造、並びに汎用機械、大型回転機械を主体としたプラントエンジニアリング及び機器・設備の設計から据付メンテナンス、アフターサービスを行っている。

## 沿革
- 1965年9月 - 石川島エヤコンサービス株式会社設立。
- 1973年4月 - 石川島東京サービス株式会社に社名変更。
- 1973年4月 - （旧）石川島汎用機サービス株式会社と合併し、石川島汎用機サービス株式会社に社名変更。
- 1995年11月 - 株式を店頭公開（現・ジャスダック）。
- 2006年9月 - ジャスダック証券取引所上場廃止。
- 2006年10月 - 石川島播磨重工業（現・IHI）の完全子会社となる。
- 2007年7月 - 石川島風水力サービス株式会社を合併し、石川島汎用機械株式会社から承継した回転機械事業を統合。IHI回転機械に社名変更。
- 2008年8月 - 本社を東雲に移転、統合。
- 2009年4月 - 株式会社IHI精機を合併。
- 2010年4月 - 株式会社ニッシンを合併し、航空機器事業を株式会社IHIエアロマニュファクチャリングとして事業分割。
- 2017年10月 - 株式会社IHI回転機械エンジニアリングに社名変更。